# Estanislao Karlic
Estanislao Esteban Karlic (Oliva, 7 februari 1926 – Paraná, 8 augustus 2025) was een Argentijns geestelijke en een kardinaal van de Rooms-Katholieke Kerk.
Karlic studeerde aan het grootseminarie van Córdoba en aan de Pauselijke Universiteit Gregoriana in Rome waar hij een licentiaat behaalde in theologie. Hij werd op 8 december 1954 priester gewijd. Hij was hoofd van de sectie filosofie van het grootseminarie van Córdoba, waar hij ook theologie doceerde.
Op 6 juni 1977 werd Karlic benoemd tot hulpbisschop van Córdoba en tot titulair bisschop van Castrum. Zijn bisschopswijding vond plaats op 15 augustus 1977. Op 19 januari 1983 werd hij benoemd tot aartsbisschop-coadjutor van Paraná. Toen Adolfo Tortolo op 1 april 1986 met emeritaat ging, volgde Karlic hem op als aartsbisschop van Paraná.
Karlic ging op 29 april 2003 met emeritaat.
Karlic werd tijdens het consistorie van 24 november 2007 kardinaal gecreëerd. Hij kreeg de rang van kardinaal-priester. Zijn titelkerk werd de Santa Beata Maria Vergine Addolorata a piazza Buenos Aires.
Karlic overleed op 8 augustus 2025 op 99-jarige leeftijd.
- Bibliothèque nationale de France: cb115477923 (data)
- International Standard Name Identifier: 0000 0004 3957 7368
- Système universitaire de documentation: 246764724
- Virtual International Authority File: 311428138